# Charles Piard
Charles Piard (París, 14 de desembre de 1883 - Ídem, 17 d'abril del 1943) va ser un ciclista francès que fou professional del 1903 al 1911. Es va especialitzar en el ciclisme en pista. Com amateur va aconseguir una medalla d'or al Campionat del món de velocitat de 1902.

## Palmarès
- 1901
  - 1r al Gran Premi de París amateur
- 1902
  -  Campió del món amateur en Velocitat
  -  Campió de França amateur en velocitat
  - 1r al Gran Premi de París amateur